# Лутище
Лути́ще — село в Україні, у Чернеччинській сільській громаді Охтирського району Сумської області. Населення становить 347 осіб. Колишній орган місцевого самоврядування — Лутищанська сільська рада.

## Географія
Село Лутище знаходиться на лівому березі річки Ворскла, вище за течією на відстані 3 км розташоване село Хухра, нижче за течією на відстані 2,5 км розташоване село Українка. Річка в цьому місці звивиста, утворює лимани, стариці і заболочені озера. Деякі стариці мають власні імена, у тому числі, Романиха, Довбинка, Киселиха, Пробійна. Біля села багато нафтових свердловин. До села примикають лісові масиви (дуб, береза). Поруч проходить автомобільна дорога Н12.

## Історія
Поблизу села знайдено давньоруські списа. На території села виявлена стоянка і поселення часів неоліту і бронзової доби.
Село відоме з 1685 роки, заселено і належало полковнику Перехрестову.
За даними на 1864 рік у власницькому селі Хухрянської волості Охтирського повіту Харківської губернії мешкало 544 особи (267 чоловічої статі та 277 — жіночої), налічувалось 451 дворове господарство, існували православна церква, винокурний та селітряний заводи.
Станом на 1914 рік кількість мешканців зросла до 1358 осіб.
Село постраждало внаслідок геноциду українського народу, вчиненого урядом СССР у 1932—1933 роках, кількість встановлених жертв — 33 особи
12 червня 2020 року, відповідно до розпорядження Кабінету Міністрів України № 723-р «Про визначення адміністративних центрів та затвердження територій територіальних громад Сумської області», село увійшло до складу Черниччинської сільської громади.
19 липня 2020 року, в результаті адміністративно-територіальної реформи та ліквідації Охтирського району(1923-2020), село увійшло до складу новоутвореного Охтирського району.

## Населення

### Мова
Розподіл населення за рідною мовою за даними перепису 2001 року:
| Мова       | Кількість | Відсоток |
| ---------- | --------- | -------- |
| українська | 332       | 95.68%   |
| російська  | 15        | 4.32%    |
| Усього     | 347       | 100%     |

## Видатні уродженці
- Куцевич Володимир Адамович (1917—2012) — радянський і український архітектор, графік, живописець, скульптор.